# Kiril Lakota
Kiril Lakota o Cirilo I es un personaje de ficción interpretado por Anthony Quinn en la película Las sandalias del pescador, basada en la novela homónima de Morris West. En ella interpreta a un sacerdote católico confinado en un campo de trabajos forzosos en Siberia durante el régimen soviético. Es liberado y viaja a la Ciudad del Vaticano, donde pronto es nombrado -a su pesar- cardenal y, a la muerte del papa, es elegido sumo pontífice en el cónclave en una época de tensión entre las grandes potencias capitalistas y marxistas (URSS y China), con las que intenta mediar.
- Datos: Q5406134